# Jakob Mayr (Weihbischof)

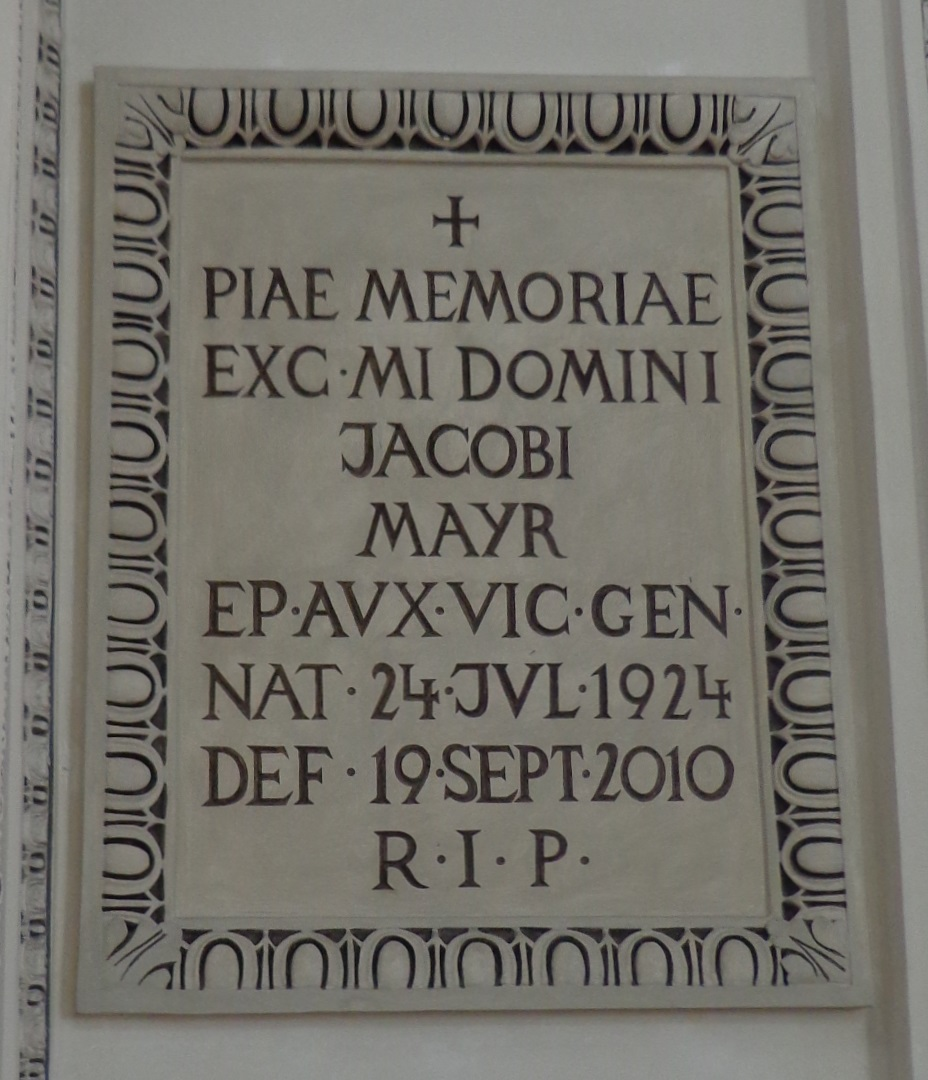
Gedenktafel für Weihbischof Jakob Mayr im Salzburger Dom

Jakob Mayr (* 24. Juli 1924 in Kirchbichl; † 19. September 2010 in Salzburg) war Weihbischof der Erzdiözese Salzburg.

## Leben
Jakob Mayr, drittes von sechs Kindern einer Bergbauernfamilie, besuchte das Borromäum in Salzburg und das Paulinum in Schwaz. 1943 wurde er Soldat, kehrte schwer verwundet von der Ostfront zurück und studierte ab 1946 Philosophie und Theologie an der Katholisch-Theologischen Fakultät der Universität Salzburg. Mayr empfing am 9. Juli 1950 in Salzburg die Priesterweihe durch den Salzburger Erzbischof Andreas Rohracher. Er war zunächst Kooperator in Thiersee, Zell am Ziller, Mayrhofen und in St. Rupert und Virgil, der Pfarrei des Salzburger Doms. 1957 wurde er Domprediger und Jugendseelsorger. Nach Tätigkeit als Präfekt im Erzbischöflichen Privatgymnasium Borromäum in Salzburg war er Pfarrer in Bad Häring und in Wörgl. 1970 wurde er in das Salzburger Domkapitel gewählt und am 15. März 1970 als Domkapitular investitiert. Mayr war Ordinariatskanzler der Diözese Salzburg.
Er wurde am 12. März 1971 durch Papst Paul VI. zum Titularbischof von Agbia und zum Weihbischof in Salzburg ernannt. Der Erzbischof von Salzburg, Eduard Macheiner, spendete ihm am 20. Mai desselben Jahres im Salzburger Dom die Bischofsweihe; Mitkonsekratoren waren Andreas Rohracher, emeritierter Erzbischof von Salzburg, und Johann Weber, Bischof von Graz-Seckau. Aus Anlass seiner Bischofsweihe wählte er sich den Wahlspruch Deus Caritas (lat., Gott ist die Nächstenliebe). Nach dem Tod von Erzbischof Macheiner am 17. Juli 1972 wurde er zum Kapitelvikar gewählt. Mayr wurde am 17. Januar 1973 durch Erzbischof Karl Berg zudem erstmals zum Generalvikar berufen und am 26. Februar 1988 durch Erzbischof Georg Eder wiederbestellt. Am 22. November 1993 wurde er durch Erzbischof Georg Eder zum Bischofsvikar für die Institute des geweihten Lebens, die Institute des apostolischen Lebens und für die Säkularinstitute ernannt. In seiner Funktion als Mitglied der Österreichischen Bischofskonferenz war Mayr für das Seminar für kirchliche Berufe, für die kleinen Seminare, das Canisiusheim und das österreichische Bibliothekswerk zuständig.
Am 14. März 2001 nahm Papst Johannes Paul II. seinen altersbedingten Rücktritt an.
Jakob Mayr wurde mehrfach für sein Engagement ausgezeichnet, darunter 2007 mit dem Ehrenpreis des Erzbischof-Rohracher-Studienfonds für sein Lebenswerk.
Jakob Mayr starb am Abend des 19. September 2010 in einem Pflegeheim in Salzburg an einer Lungenentzündung und wurde in der Bischofsgruft des Salzburger Dom beigesetzt.

## Auszeichnungen
- 2001: Großes Silbernes Ehrenzeichen mit dem Stern für Verdienste um die Republik Österreich[1]